# مرض صفراوي
تشمل الأمراض الصفراوية (أو أمراض الصفراء) أمراض المرارة وأمراض المجرى الصفراوي. في عام 2013 تسببت في 106000 حالة وفاة ارتفاعًا من 81000 حالة وفاة في عام 1990.

## أمراض القناة الصفراوية
- ورم خبيث في المرارة
- أورام خبيثة لأجزاء أخرى من القناة الصفراوية
  - القناة الصفراوية خارج الكبد
  - أمبولة فاتر
- حصاة صفراوية
- التهاب المرارة
- أخرى (باستثناء متلازمة استئصال ما بعد المرارة)، ولكن بما في ذلك
  - عوائق أخرى في المرارة (مثل القيود)
  - الاستسقاء، والانثقاب، والناسور
  - داء الكوليسترول
  - خلل الحركة الصفراوية
- K83: أمراض أخرى في القناة الصفراوية:
  - التهاب الأقنية الصفراوية (بما في ذلك التهاب الأقنية الصفراوية الصاعد والتهاب الأقنية الصفراوية المصلب الأولي)
  - انسداد وانثقاب وناسور القناة الصفراوية
  - تشنج عاصرة أودي
  - كيس الصفراوي
  - رتق القناة الصفراوية